# Тотални рат
Тотални рат је војни сукоб у коме зараћене стране мобилишу све расположиве ресурсе како би уништили способност за ратовање непријатељске стране. Пракса тоталног рата постоји вековима, али су је тек средином и крајем 19. века стручњаци идентификовали као посебну класу у теорији ратовања.
Први познати тотални рат је био Пелопонески рат, који је описао историчар Тукидид. Овај рат је вођен између Атине и Спарте између 431. и 404. п. н. е. Пре тога, грчки ратови су били ограничен и ритуализован облик сукоба.
Тридесетогодишњи рат се такође може сматрати тоталним ратом.. Овај рат је вођен између 1618. године и 1648. године, углавном на територији данашње Немачке. Готово све велике европске силе су учествовале, а привреда сваке од њих је била фокусирана на овај рат. Цивилна страдања су била велика. Цивилни губици се процењују на око 15—20%, услед борби, глади и болести. Величина армија је драматично порасла током овог периода, као и трошкови ратовања. Пљачка је уобичајено коришћена да се плате и нахране војници.
У 18 и 19. веку, примери тоталног рата су Француска револуција и Тајпиншки устанак у Кини. И у Америчком грађанском рату је коришћена тактика тоталног рата. У 20. веку, тотални рат је вођен током Првог и Другог светског рата. Од самог почетка Другог светског рата, Велика Британија се спремала за тотални рат, поучена искуствима из Првог светског рата. Унапред је припремљено законодавство, како би одмах по почетку рата могла да се спроведе мобилизација, а привреда да се оријентише на ратне напоре.

„Питам вас: Да ли желите тотални рат? Ако је потребно, да ли желите рат тоталнији и радикалнији од било чега шта можемо и да замислимо данас?“

— Нацистички министар пропаганде, Јозеф Гебелс
18. фебруара 1943, у свом Говору у Спортпаласту
Са друге стране, Немачка је у рат ушла са новим борбеним концептом - блицкригом, и није рат посматрала као тотални рат. Народ и привреда нису били припремљени за дуготрајни рат, а држава је и даље водила политику да је женама место у кући, и оне нису мобилисане, нити су радиле у фабрикама. Званично, Немачка није прихватила да се налази у тоталном рату до Гебелсовог Говора у Спортпаласту 18. фебруара 1943. године. Комунистички Совјетски Савез је већ имао командну економију, која је била погодна за тренутно преусмеравање за потребе тоталног рата. На почетку рата су фабрике од значаја за ратну производњу измештене са простора које су Немци убрзо освојили.

## Позадина
Израз „тотални рат” се први пут појављује као наслов мемоара о Првом светском рату немачког генерала Ериха Лудендорфа из 1935. године, Тотални рат. Неки аутори повезују концепт са класичним делом Карла фон Клаузевица, О рату, као „апсолутни rat“, иако он није користио тај термин. Други Клаузевица тумаче другачије. Такође, француски „guerre à outrance“ током Француско-пруског рата се може описати као „тотални рат”.
У свом писму од 24. децембра 1864. године, упућеном свом начелнику штаба током Америчког грађанског рата, генерал Уније Вилијам Текумсе Шерман је бранио свој марш до мора, операцију која је нанела широко распрострањено уништење инфраструктуре у Џорџији, наводећи да Унија се „не бори само против непријатељских армија, већ и против непријатељског народа, и мора да чини да стари и млади, богати и сиромашни, осете тврду руку рата, као и њихове организоване војске”.
Кертис Лемеј, генерал Ратног ваздухопловства Сједињених Држава, прилагодио је концепт „тоталног рата” нуклеарном добу. Године 1949, први пут је предложио да би се тотални рат у нуклеарном добу састојао од испоручивања целокупног нуклеарног арсенала у једном поразном ударцу, који би довео до „убијања нације“.

## Историја

### 18. и 19. век

#### Северна Америка
Саливанова експедиција из 1779. била је пример тоталног ратовања. Док су снаге Индијанаца и лојалиста масакрирале америчке фармере, убијале стоку и палиле зграде у удаљеним пограничним областима, генерал Џорџ Вашингтон је послао генерала Џона Саливана са 4.000 војника да изврше „потпуно уништење и пустошење њихових насеља“ у северном делу Њујорка. Одвила је само једна мала битка док је експедиција опустошила „14 градова и усеве кукуруза у највећем цвету“. Индијанци су побегли у Канаду где су их Британци хранили; ту су остали и после рата.

#### Амерички грађански рат
Шерманов поход у Америчком грађанском рату – од 15. новембра 1864. до 21. децембра 1864. – понекад се сматра примером тоталног рата, за који је Шерман користио термин тешки рат. Неки историчари оспоравају ову ознаку, пошто је Шерманова кампања нападала првенствено војне циљеве и Шерман је наредио својим људима да поштеде домове цивила.

#### Европа
У својој књизи Први тотални рат: Наполеонова Европа и рађање ратовања каквог га познајемо, Дејвид А Бел, професор француске историје на Универзитету Принстон, тврди да су Француски револуционарни ратови увели у континенталну Европу неке од првих концепата тоталног рата, као што је масовна регрутација. Он тврди да се нова република нашла у опасности од моћне коалиције европских нација и да је искористила ресурсе читаве нације у невиђеним ратним напорима који су укључивали levée en masse (масовно мобилисање).
Током Руске кампање 1812. Руси су се повукли док су уништавали инфраструктуру и пољопривредна добра како би ефикасно ометали Французе и лишили их адекватних залиха. У кампањи 1813, Савезничке снаге само на немачком театру износиле су скоро милион бораца, док је две године касније, у Стотини дана, француски декрет позивао на укупну мобилизацију око 2,5 милиона људи (иако је највише петина тога преостала до времена француског пораза код Ватерлоа). Током дуготрајног Полуострвског рата од 1808. до 1814. око 300.000 француских војника је било трајно заузето дејствима неколико стотина хиљада шпанских, португалских и британских редовних војника, као и огромним и сталним герилским побунама. Ултиматно број погинулих Француза досегао је 300 хиљада у Полуострвском рату.

### 20. век

#### Први светски рат

##### Пропаганда
Карл Шмит, присталица нацистичке Немачке, написао је да тотални рат значи „тоталну политику“ — ауторитарну унутрашњу политику која намеће директну контролу штампе и економије. По Шмитовом мишљењу, тотална држава, која у потпуности усмерава мобилизацију свих друштвених и економских ресурса на рат, претходи тоталном рату. Научници сматрају да је семе овог концепта тоталне државе већ постојало у немачкој држави у Првом светском рату, која је имала пуну контролу над штампом и другим аспектима економског и друштвеног живота као што је заговарано у изјави о државној идеологији познатој као „Идеје 1914”.

#### Други светски рат
Други светски рат је био суштински тотални рат савремености. Ниво националне мобилизације ресурса на свим странама сукоба, борбени простор који се оспорава, обим армија, морнарица и ваздухопловних снага подигнутих кроз регрутацију, активно гађање небораца (и имовине небораца), опште занемаривање колатералне штете и неограничени циљеви зараћених страна обележили су тотални рат на невиђеним и непревазиђеним, мултиконтиненталним размерама.

##### Велика Британија
Пре почетка Другог светског рата, Велика Британија се ослањала на своје искуство из Првог светског рата како би припремила законе који би омогућили тренутну мобилизацију привреде за рат, уколико избију будућа непријатељства. Уведено је рангирање већине роба и услуга, не само за потрошаче већ и за произвођаче. То је значило да су фабрикама које су производиле производе који су били ирелевантни за ратне напоре наметани адекватнији задаци. Сва вештачка светлост је била предмет законског замрачења.
Постоји још једна очигледнија разлика у односу на 1914. Ангажовани су читави зараћени народи, не само војници, већ целокупно становништво, мушкарци, жене и деца. Фронтови су могли свуда да се виде. Копани су ровови по градовима и улицама. Свако село је утврђено. Сваки пут је блокиран. Линија фронта пролази кроз фабрике. Радници су војници са различитим оружјем, али истом храброшћу.— Винстон Черчил на радију, 18. јуна и у Доњем дому 20. августа 1940. г.